# Two Steps from Hell
Two Steps from Hell (транскр. Ту Степс фром Хел, срп. Два Корака од Пакла) је америчка компанија за продукцијску музику са седиштем у Лос Анђелесу, Калифорнији. Компанија је основана 2006. године од стране Томаса Бергерсена (енгл. Thomas Bergersen) и Ника Финикса (енгл. Nick Phoenix), пара композитора од којих је први рођен у Норвешкој а други у Енглеској.. Компанију су основали ради израде музике за кратке филмове и трејлере. Њихов циљ је био да њихова музика циркулира у оквиру индустрије за рекламирање филмова како би потом издавали лиценцу за њено коришћење.. Њихови партнери су Extreme Music који су задужени за склапање договора око лиценци. Они су једни од најуспешнијих у свом домену, до сада снабдевши позадинске нумере за хиљаде трејлера и ТВ реклама. Они компонују одвојено али објављују музику заједно. Уобичајено, њихова музика је оркестарског и хорског типа, са модерним допунама и структуром сличном Поп музици. Громогласна природа њихове музике је довела до честе употребе модерног израза „епска музика" приликом опизивања њиховог стила.
Установили су се као велика фигура на тржишту током раних 2000-их година, пружавши музику за трејлере од познатих филмских франшиза као Хари Потер, Пирати са Кариба, Звездане Стазе и Сумрак. Након што је народ био изложен њиховој музици, композитори су стекли интернетски култ следбеника који су их молили да ставе своје композиције на продају. Недуго након тога, Тwo Steps from Hell су објавили своја прва два јавна албума Invincible (2010) и Archangel (2011), који су представљали колекције њихових најпопуларнијих дела до тада. Њима је следио албум SkyWorld (2012) који је био сачињен од потпуно нових потпуно нових песама које су напослетку комерцијализоване. Након што су се сва три албума показала као успешна, дуо композитора је организовао свој први концерт у Walt Disney Concert Call у Лос Анђелесу 2013. године.
Око 2010-их година, захтев за класичном трејлерском музиком је кренуо да опада. Од тада, пар се усредсредио на производњу јавних албума, укључујући нове, разноврсније композиције са далеко мање акцента на компоновање музије за релкаме и трејлере. Учинак њихове музике је сваке године све бољи у Сједињеним Америчким Државама. 13 Њихових дела се до сада нашло у топ 10 на Billboard-овој листи Класичне „crossover" музике, од којих су се 3 композиције нашле на првом месту: Battlecry (2015) Unleashed (2017) Myth (2022). Почетком 2020-их, група је одлучила да утврди своју популарност организујући своју прву турнеју по Европи.

## Историја
Two Steps from Hell је основан ране 2006. године када су се Томас Бергерсен и Ник Финикс удружили у сврхе компоновања оригиналне музике за трејлере. Компоновали су музику за преко хиљаду трејлера познатих филмова. Име компаније је осмислио Бергерсен по узору на норвешки клуб „Two Steps from Heaven". 
Њихов први комерцијално албум Invincible објављен је 2010. године. Укупно, Two Steps from Hell су произвели 30 албума, од којих је 10 доступно јавности, са скоро 1000 различитих песама. 
Албум Invincible је праћен објавом Бергерсеновог првог соло албума Illusions, затим Archangel и Halloween који су били компилације дотадашње произведених комерцијалних песама. Напослетку је објављен и SkyWorld као први албум који садржи најновије оригиналне песме, за којим су изашли и компилациони албуми Classics Volume one. и  Miracles.
Ник Финикс је објавио свој први и једини соло албум Speed of sound 2013. године.
Своју прву е-књигу под називом Colin Frake on Fire Mountain која представља ромад од 75 хиљада речи чији је писац Ник Финикс, а илустратор Ото Бјорник. објавили су јула 2013. године.
Албум Battlecry који је представљао огроман успех за компанију, зарадивши себи 183-е место на листи Billboard 200, објављен је 2015. године.Исте године, објављен је и Classics Volume Two. У наредних пар година објављени су и албуми Vanquish (2016), Unleashed (2017) и Dragon (2019).
Бергерсен је објавио два (од седам) дела свог албума Humanity 2020 године,  који поред нових песама садрже и надограђене алтернативне верзије одређеног броја старих.
Главни графички дизајнер за Two steps from Hell је Стивен Гилмор (енгл. Steven Gilmore) који је поред омота за њихове албуме дизајнирао и лого компаније. Једини изузетак је омот ДВД издања њихових песама из 2009. године који је дизајнирао Пол Зелтер (енгл. Paul Zealter). 
Њихов успех се огледа и у другим платформама као што је Јутјуб (енгл. YouTube) на којој имају милионе пратилаца, и стотине милионе прегледа на својим најпопуларнијим делима, као што је Victory.

### Концерти
Two Steps from Hell су свој први концерт одржали 14. јуна 2013 у Лос Анђелесу, Калифорнији у Disney Hall-у на којем су одсвирали неке од својих најпопуларнијих песама као што су: „Heart of courage", „Protectors of the Earth", „To Glory", „Strength of a Thousand Men", „Black Blade" и „Breathe", као и „Ocean Princess", „Age of Gods", и „Remember Me" из Бергерсеновог соло албума Illusions.
Други концерт је одржан 20. априла 2018. године на фестивалу филмске музике у Прагу. Концерт је изводио чешки оркестар Praga Sinfonietta, који је дириговао Petr Pololáník. Изведене песме су: „Strength of a Thousand Men", „Fill My Heart", „Protectors of Earth", „Everlasting", „Heart of Courage", „Fire Nation", „Ocean Princess", „Master of Shadows", „Flight of the Silverbird", "Blackout", „Winterspell", „Stormkeeper", „Evergreen", „Neverdark", „Victory", „Fall of the Fountain World", „To Glory", и на бис „Remember Me".
Бергерсон и Финикс су планирали да крену на турнеју по Европи 2020. године, али је она одложена због пандемије Ковида 19. 
Планирану турнеју су започели у Бриселу 2022. године, касније посетивши и друге европске градове. Концерт је изводио оркестар Odessa Opera уз помоћ професионалног пољског хора ReChoir. Приликом извођења неколико песама, учествовали су и сами Томас Бергерсен и Ник Финикс.

## Дискографија

### Јавни албуми
| Наслов              | Година | Сиже                                                                                                   |
| ------------------- | ------ | --- |
| Invincible          | 2010   | Прва колекција популарних песама из претходно приватних демо албума.                                   |
| Archangel           | 2011   | Друга колекција популарних песама из претходно приватних демо албума.                                  |
| Halloween           | 2012   | Тематски Албум. Колекција хорор песама из претходно приватних демо албума.                             |
| SkyWorld            | 2012   | Први јавни албум који садржи искључиво нове песме.                                                     |
| Classics Volume One | 2013   | Трећа колекција популарних песама из претходно приватних демо албума.                                  |
| Miracles            | 2014   | Тематски албум. Колекција сањалачких/етеричних песама из претходно приватних демо албума.              |
| Battlecry           | 2015   | Други јавни албум који садржи искључиво нове песме.                                                    |
| Classics Volume Two | 2015   | Четврта колекција популарних песама из претходно приватних демо албума, заједно са сесет нових песама. |
| Vanquish            | 2016   | Трећи јавни албум сачињен искључиво од нових песама.                                                   |
| Unleashed           | 2017   | Четврти јавни албум сачињен искључиво од нових песама.                                                 |
| Dragon              | 2019   | Пети јавни албум сачиљен искључиво од нових песама.                                                    |
| Myth                | 2022   | Шести јавни албум сачиљен искључиво од нових песама.                                                   |

### Соло албуми
| Наслов                 | Година | Autor     | Сиже                                                                   |
| ---------------------- | ------ | --------- | ---------------------------------------------------------------------- |
| Illusions              | 2011   | Бергерсен | Први соло албум.                                                       |
| Speed of Sound         | 2013   | Финикс    | Први соло албум, епска SF електронска и оркестарска музика.            |
| Sun                    | 2014   | Бергерсен | Други соло албум, наставак од Illusions.                               |
| American Dream         | 2018   | Бергерсен | Прва симфонијска свита.                                                |
| Seven                  | 2019   | Вергерсен | Друга симфонијска свита.                                               |
| Humanity - Chapter I   | 2020   | Бергерсен | Трећи соло албум, први од седам у серији, наставак од Sun.             |
| Humanity - Chapter II  | 2020   | Бергерсен | Четврти соло албум, други од седам у серији.                           |
| King of One            | 2021   | Финикс    | Други соло албум, микс модерног и класичног рока.                      |
| Humanity - Chapter III | 2021   | Бергерсен | Пети соло албум, трећи од седам у серији.                              |
| Humanity - Chapter IV  | 2021   | Бергерсен | Шести соло албум, четврти од седам у серији.                           |
| Wide World             | 2022   | Финикс    | Трећи соло албум, наставак од King of One, класичан рок; са оркестром. |
| Humanity - Chapter V   | 2023   | Бергерсен | Седми соло албум, пети од седам у серији.                              |
| Humanity - Chapter VI  | TBA    | Бергерсен | Осми соло албум, шести од седам у серији.                              |
| Humanity - Chapter VII | TBA    | Бергерсен | Девети соло албум, седми од седам у серији.                            |
| Creature of the Forest | TBA    | Бергерсен | Детаљи тек треба да буду објављени, будуће издање.                     |
| Underdog               | TBA    | Финикс    | Детаљи тек треба да буду објављени, будуће издање.                     |

### Демонстративни албуми
Демо албуми групе објављени искључиво клијентима у индустрији рекламирања филмова у сврхе лиценцирања.
| Наслов                   | Година | Сиже                                                                                   |
| ------------------------ | ------ | -------------------------------------------------------------------------------------- |
| Volume One               | 2006   | Први пви произведени албум, садржи разне жанрове.                                      |
| Shadows and Nightmares   | 2006   | Албум хорор жанра са библиотеком звучних ефеката.                                      |
| Dynasty                  | 2007   | Албум епског жанра.                                                                    |
| All Drums Go to Hell     | 2007   | Албум песама изведених удараљкама.                                                     |
| Pathogen                 | 2007   | Научно фантастични/метал албум који је компоновао Фикинс.                              |
| Nemesis                  | 2007   | Албум епског жанра који је копоновао Бергерсен.                                        |
| Dreams & Imaginations    | 2008   | Албум new-age жанра.                                                                   |
| Legend                   | 2008   | Албум епског жанра са неким песмама које је компоновао Тroels Folmann.                 |
| Ashes                    | 2008   | Албум хорор жанра.                                                                     |
| The Devil Wears Nada     | 2009   | Лакомислени, духовити албум.                                                           |
| Power of Darkness        | 2010   | Албум епског жанра.                                                                    |
| All Drones Go to Hell    | 2010   | New-age албум са дроновима и звучним пејзажима познатији као Mystical Beginnings.      |
| Illumina                 | 2010   | New-age албум.                                                                         |
| Balls to the Wall        | 2011   | Албум песама изведених удараљкама са неким песмама које је компоновао Алекс Пфефер.    |
| Nero                     | 2011   | Албум епског жанра са неким песмама које је компоновао Алекс Пфефер.                   |
| Two Steps from Heaven    | 2012   | Инспиришући, емоционални и авантуристички албум компонован од стране Бергерсена.       |
| Burn                     | 2012   | Албум који садржи дабстеп ремиксоване песме које је компоновао Бергерсен.              |
| Cyanide                  | 2013   | Албум песама изведених удараљкама.                                                     |
| Crime Lab                | 2013   | Албум електронског жанра.                                                              |
| Open Conspiracy          | 2014   | Хибридни електронски албум.                                                            |
| Amaria                   | 2014   | New-age драмски албум са песмама које је компоновао Бергерсен.                         |
| Too Big to Fall          | 2014   | Библиотека са звучним ефектима и алаткама за трејлере.                                 |
| Empire                   | 2015   | Већински садржи песме из Classics Volume Two, које је компоновао Финикс.               |
| Stronger Faster Braver   | 2015   | Екстремна спортска музика, мотивационе, енергичне песме компоноване од стране Финикса. |
| Hammerfist               | 2017   | Албум песама изведених удараљкама који је компоновао Бергерсен.                        |
| Trapstar                 | 2018   | Експериментални хип-хоп албум који је компоновао Финикс.                               |
| Greatest Hits Remastered | 2020   | Колекција надограђених старих хитова.                                                  |
| Catch Me                 | 2020   | Вокална музика коју је компоновао Бергерсен.                                           |
| Landscapes               | 2020   | Албум атмосферне музике коју је компоновао Бергерсен.                                  |
| Mind Tracer              | 2020   | Албум који су компоновали Финикс и Сеон користећи синтисајзер и жичане инструменте.    |
| Neon Nights              | 2020   | Електронски синтвејв албум који су компоновали Томас Бергерсен и Оулвинд Росфолд.      |
| Daybreak                 | 2020   | Епски/драмски албум који је компоновао Бергерсен.                                      |
| Insurgent                | 2021   | Електронски хибридни албум који су компоновали Финикс и Хитеш Сеон.                    |

#### Остали албуми
Албуми издати под именом компаније Two Steps from Hell које су компоновали други композитори. 
| Наслов       | Година | Сиже                                                              |
| ------------ | ------ | ----------------------------------------------------------------- |
| Sinners      | 2010   | Електронски рок албум који је компоновао Александар Димитријевић. |
| Faction      | 2011   | Албијентална музика и звучни пејзажи чији је творац Бред Ру.      |
| Solaris      | 2013   | Епски футуристички албум који је компоновао Алекс Пфефер.         |
| Orion        | 2013   | Епски хибридни албум који је компоновао Михаил Целецки.           |
| Quarantine   | 2014   | Научно фантастички електронски албум који је компоновао Бред Ру.  |
| Chaos Theory | 2020   | Епско/драмски хибридни албум који је компоновао Алекс Пфефер.     |

### Синглови

#### Комерцијални синглови
Синглови доступни на тржишту који нису првобитно били доступни јавности.
| Наслов                      | Година | Сиже |
| --------------------------- | ------ | --- |
| „A Place in Heaven"         | 2011   | Сингл из албума Illusions. |
| „Ocean Princess"            | 2011   | Сингл из албума Illusions. |
| „Starvation"                | 2011   | Сингл из албума Illusions. |
| „Promise"                   | 2011   | Сингл из албума Illusions. |
| „<3"                        | 2011   | Сингл направљен у циљу прикупљања новца након природних непогода у Јапану.                                                                          |
| „The Hero in Your Heart"    | 2013   | Сингл направљен у циљу прикупљања новца након природних непогода на Филипинима.                                                                     |
| „Autumn Love"               | 2014   | Емоционална, претежно клавирска песма. |
| „That's a Wrap"             | 2014   | Авантуристичка оркестрална песма начињена од звучних узорака из Бергерсенове библиотеке.                                                            |
| „Into Darkness"             | 2014   | Спој нео-оркестралне и електронске денс музике (ЕДМ), пева Бергерсен.                                                                               |
| „Stay"                      | 2014   | Сингл из албума Miracles. |
| „Miracles"                  | 2014   | Сингл из албума Miracles. |
| „Children of the Sun"       | 2015   | Оригинална верзија песме None Shall Live из албума Battlecry, пева Мерте Солведт.                                                                   |
| „Christmas Medley"          | 2015   | Оркестарска мешавина разних Божићних песама. |
| „Threnody for Europe"       | 2016   | Музичка контемплација тренутног нереда у Европи. |
| „Are Light"                 | 2018   | Етерична вокална песма, пева Фелисиа Фарере. Песма касније укључена у албум Catch Me.                                                               |
| „Imagine"                   | 2018   | Етерична вокална песма, пева Сона. Песма касније укључена у албум Catch Me.                                                                         |
| „In Orbit"                  | 2018   | Етерична вокална песма, пева Синда М. Песма касније укључена у албум Catch Me.                                                                      |
| „Brightest Smile"           | 2018   | Етерична вокална песма, пева Натали Мејџор. Песма касније укључена у албум Catch Me.                                                                |
| „Catch Me"                  | 2019   | Епска вокална поп песма, пева Сона. Песма касније укључена у албум Catch Me.                                                                        |
| „Next to You"               | 2019   | Етерична вокална песма, пева Сона. Песма касније укључена у албум Catch Me.                                                                         |
| „Little Star"               | 2019   | Етерична вокална песма, пева Одри Караш. Песма касније укључена у албум Humanity: Chapter III.                                                      |
| „So Small"                  | 2020   | Сингл из албума Humanity: Chapter IV. |
| „The Stars are Coming Home" | 2020   | Сингл из албума Humanity: Chapter II. Пева Одри Калахан.                                                                                            |
| „Love Suite"                | 2021   | Сингл из албума Humanity: Chapter III. |
| „Red"                       | 2021   | Сингл из албума Humanity: Chapter III. |
| „Wings for Ukraine"         | 2022   | Песма компонована у сврхе прикупљања новца за УНИЦЕФ почетком инвазије Русије на Украјину. Песма касније укључена у EP Humanity: Songs for Ukraine. |
| „Shield of Love"            | 2022   | Песма компонована у сврхе прикупљања новца за УНИЦЕФ почетком инвазије Русије на Украјину. Песма касније укључена у EP Humanity: Songs for Ukraine. |

#### Некомерцијални Синглови
| Наслов                      | Година | Сиже |
| --------------------------- | ------ | --- |
| „Soaring Over Hollywood"    | 2009   | Песма компонована косршћењем „East West Hollywood Strings" библиотеком звучних узорака.                      |
| „Just Another Happy Ending" | 2009   | Песма компонована косршћењем „East West Hollywood Strings" библиотеком звучних узорака.                      |
| „Tower of Mischief"         | 2011   | Намењена првобитно као премијера албума Two Steps from Heaven, уместо тога укључена у албум Nero.            |
| „My Freedom"                | 2011   | Иницијално планирана да буде објављена у албуму Illusions, уместо тога укључена у Nero.                      |
| „Benedictus"                | 2011   | Намењена као премијера албума Sun, уместо тога укључена у Two Steps from Heaven.                             |
| „Where Are You"             | 2011   | Поп-Транс песма са акустичним елементима. Пева Бергерсен.                                                    |
| „My Soul, Not Yours"        | 2012   | експериментална дабстеп песма, касније укључена у албум Burn под именом „Not Your Soul".                     |
| „Hymn to Life"              | 2012   | Објављена у знак прославе Бергерсеновог рођендана.                                                           |
| „To Die on Halloween"       | 2012   | Премијерна песма за албум Halloween. Компоновао и отпевао Финикс.                                            |
| „Sun"                       | 2013   | Премијерна песма за албум Sun.                                                                               |
| „Cry"                       | 2013   | Премијерна песма за албум Sun.                                                                               |
| „Colin and Petunia"         | 2014   | Премијерна песма за Е-књигу Colin Frake on Fire Mountain.                                                    |
| „Freedom Ship"              | 2015   | Премијерна песма за албум Battlecry коју је компоновао Финикс.                                               |
| „Neverdark"                 | 2015   | Премијерна пезма за албум Classics Volume Two коју је компоновао Финикс.                                     |
| „Dear Mr. Alien"            | 2018   | Песма инспирисана инцидентом у Америци.                                                                      |
| „One Million Voices"        | 2019   | Објављена у циљу прославе милион пратилаца на Фејсбуку и као премијерна песма за албум Humanity: Chapter IV. |

## Друге врсте медија

### Е-књиге
| Наслов                       | Година | Издавач  | Број страна |
| ---------------------------- | ------ | -------- | ----------- |
| Colin Frake on Fire Mountain | 2014   | BookBaby | 400         |
| Colin Frake: Asclepus        | 2017   | BookBaby | 218         |
| Colin Frake: Sumava          | 2022   | TBA      | TBA         |
| Colin Frake 4                | TBA    | TBA      | TBA         |
| Colin Frake 5                | TBA    | TBA      | TBA         |

### Мобилна апликација
Петог јуна 2012. године Two Steps from Hell су најавили да ће објавити званичну мобилну апликацију за кориснике IOS и Android телефона. Скидањем апликације, корисницима је омогућен приступ вестима, промоцијама, клиповима, сликама и албумима. Поред тога, корисници су такође добили и привремени дигитални албум Demon's Dance који је садржао деветнаест претходно приватних песама. Грегли Вилаги из Trailer Music News је изјавио да је у то време апликација била нешто револуционарно, и никад пре виђено у индустрији комерцијалне трејлерске музике. Апликације је од тада укинута.

## Списак Референци
1. ↑  Monger, James Christopher. „"Two Steps from Hell биографија".”. Приступљено 20. 5. 2023.
2. 1 2  „"About" сегмент на званичном вебсајту Two Steps from Hell.”. Приступљено 20. 5. 2023.
3. 1 2  „Чланак о типу музике коју компонују Two Steps from Hell на званичном вебсајту Los Angeles Times-а.”. 8. 4. 2012. Приступљено 20. 5. 2023.
4. 1 2 3  BABY, CD (26. 7. 2012). „Транскрипт интервјуа са Two Steps from Hell на вебсајту DIY Musician.”. Приступљено 20. 5. 2023.
5. 1 2 3  Oteiza, Gorka. „Транскрипт интервјуа са Ником Финиксом током Two Steps from Hell турнеје по Европи (2020)”. Приступљено 20. 5. 2023.
6. 1 2  Barrera, Sandra (7. 6. 2013). „Чланак о Two Steps From Hell на званичном вебсајту Los Angeles Daily News-a”. Приступљено 21. 5. 2023.
7. 1 2  Monger, Timothy. „"Биографија Томаса Бергерсена"”. Приступљено 21. 5. 2023.
8. ↑  Monger, James Christopher. „Преглед албума Archangel”. Приступљено 21. 5. 2023.
9. ↑  Leburn, Clothilde (28. 10. 2012). „Чланак о албуму Sky World на званичном вебсајту Trailer Music News”. Приступљено 21. 5. 2023.
10. ↑  Rome, Emily (15. 6. 2013). „Чланак о првом концерту Two Steps from Hell на званичном вебсајту Entertainment Weekly.”. Приступљено 21. 5. 2023.
11. ↑  Hickie, James (29. 4. 2022). „Транскрипт Alternative Press-овог интервјуа са Ником Финиксом.”. Приступљено 21. 5. 2023.
12. ↑  Hellerová, Šárka (11. 12. 2019). „Интервју чешких медија са Томасом Бергерсеном.”. Приступљено 21. 5. 2023.
13. ↑  „Two Steps From Hell on Behance (Зелтрнеров портфолио)”. web.archive.org. 2013-03-05. Архивирано из оригинала 05. 03. 2013. г. Приступљено 2023-06-08.
14. ↑  „Two Steps From Hell: The Concert. A glimpse at the event through my eyes.”. web.archive.org. 2015-01-05. Архивирано из оригинала 05. 01. 2015. г. Приступљено 2023-06-08.
15. ↑  „Film Music Prague 2018”. FILM MUSIC PRAGUE (на језику: енглески). Приступљено 2023-06-08.
16. ↑  „Semmel Concerts Entertainment GmbH Home”. www.twostepsfromhell-live.com (на језику: енглески). Приступљено 2023-06-08.